# 요시미정
요시미정(일본어: 吉見町 요시미마치[*])은 일본 사이타마현 중부에 있는 히키군의 정이다. 횡혈 고분군 "요시미 백혈"이 있는 것으로 알려져 있고 딸기의 산지로도 알려져 있다.

## 지리
정역의 대부분은 아라카와강 유역의 아라카와 저지에 속한 전원지대이다. 정의 중앙부 서쪽은 히가시마쓰야마시와의 경계에 있는 마쓰야마성터와 최고 지점에 히키 구릉으로부터 이어지는 요시미 구릉이 펼쳐져 있고 호수와 늪이 많다. 최근에는 하세 공업단지를 중심으로 공장이나 소규모의 주택 단지가 많이 입지하고 있다. 요시미 구릉은 현립 히키 구릉 자연공원의 일부로 지정되어 있다.

## 역사
- 1889년 4월 1일 - 정촌제 시행과 함께 요코미군의 43촌이 히가시요시미촌, 니시요시미촌, 미나미요시미촌, 기타요시미촌 등 4촌이 되었다.
- 1896년 4월 1일 - 부현제 시행에 의한 사이타마현 내 군의 재편에 의해 요코미군이 폐지되고 히키군에 통합되었다.
- 1954년 7월 1일 - 히가시요시미촌, 니시요시미촌, 미나미요시미촌, 기타요시미촌이 합병해 요시미촌이 되었다.
- 1972년 11월 3일 - 정으로 승격해 요시미정이 되었다.

## 인구
| 연도 | 인구   | ±%     |
| ---- | ------ | ------ |
| 1920 | 13,045 | —      |
| 1930 | 13,404 | +2.8%  |
| 1940 | 13,484 | +0.6%  |
| 1950 | 15,999 | +18.7% |
| 1960 | 14,915 | −6.8%  |
| 1970 | 14,072 | −5.7%  |
| 1980 | 16,107 | +14.5% |
| 1990 | 18,991 | +17.9% |
| 2000 | 22,246 | +17.1% |
| 2010 | 21,083 | −5.2%  |

## 교통

### 철도
철도 노선이 지나지 않는다. 가장 가까운 곳은 JR 동일본 다카사키선 고노스역 또는 도부 철도 도조 본선의 히가시마쓰야마역 등이다.

### 국도
국도가 지나지 않는다. 단 이치노강을 사이에 두고 히가시마쓰야마시 쪽에서 평행하게 국도 제407호선, 국도 제254호선이 인근을 달리고 있다.

### 현도
주요 지역도로
- 사이타마현도 제27호선
  - 사이타마현도 제27호선 히가시마쓰야마 고노스선에서 4차선화 공사 및 국도 제407호선과 연결할 수 있는 신도로 건설 공사가 미나미요시미 지구에서 진행되고 있으며, 2012년 3월 24일 임시 2차선(편도 1차선) 방식으로 구메다 교차로~히가시마쓰야마시 신주쿠마치 교차로 구간이 개통되었다.
- 사이타마현도 제33호선
- 사이타마현도 제66호선
- 사이타마현도 제76호선

일반현도
- 사이타마현도 제271호선
- 사이타마현도 제345호선